# شهرستان ال پاسو (تگزاس)

موقعیت شهرستان در ایالت تگزاس

ال پاسو یکی از شهرستان‌های ایالت تگزاس می‌باشد.
این شهرستان در غربی‌ترین نقطه این ایالت است.
جمعیت این شهرستان در سال ۲۰۱۰ میلادی معادل ۸۰۰٬۶۴۷ نفر بود.